# Кітао Сіґемаса
Кітао Сіґемаса (*北尾 重政, 1739  —8 березня 1820) — японський художник жанру укійо-е, поет і каліграф періоду Едо. Засновник власної художньої школи. Використовував псевдоними Сасуке, Хокухо, Косуйсай, Косуйкен, Суйхо Іцудзін.

## Життєпис
Син торговця книгами Сухарая Сабуробея. Народився 1739 року в районі Ніхомбасі (місто Едо). Справжнє ім'я Сухарая Кюґаро. Замолоду виявив хист до малювання. Був художником-самоуком, почав працювати під впливом мистецтва Судзукі Харунобу. Пізніше затоваришував і навчався у художника Нісімура Сіґенаґа.
З 1765 року Сігемаса почав ілюструвати книги (кібйосі), чим пізніше прославився. Відомо більше 250 проілюстрованих їм видань. Часто виступав співавтором зі своїм учнем Кітао Масайосі. Співпрацював з художником Сюнсе Кацукава, в 1772 році вони спільно видали друковану серію «Обробіток тутових шовкопрядів», в 1776 року — ілюстрації до книги «Відображення змагаються красунь Зелених будинків».
Художник став менш активним з ростом популярності Торії Кійонаги. Помер 1820 року. Відомим учнем був Сантьо Кйоден.

## Творчість
Уславився особистим витонченим стилем. На гравюрах зображено сучасних йому красунь, часто в повний зріст. Для його сувоїв характерно бажання передати портретну схожість. Його станкові гравюри нечисленні. Роботи Сігемаса були виконані, як правило, у формі обан (39 х 26 см).
Також був майстром у жанрі «квіти й птахи», зображаючи рослини, тварин і птахів у природному середовищі. Художник намагався якомога яскравіші й правдивіше зображувати усі образи.
Складав вірші хайку під ім'ям Каран.